# Forlanini F.3 (Città di Milano 2)
Le Forlanini F.3 (Città di Milano 2) est un dirigeable italien construit en 1915. C'est le troisième dirigeable semi-rigide de la jeune entreprise Forlanini - Leonardo da Vinci. Il effectue son premier vol en 1915.

## Histoire
Vu le succès et la publicité retentissante liée à l'exploit lié à son premier dirigeable, le Forlanini F1 (Leonardo da Vinci), qu'il a étudié et construit sur ses fonds propres, Enrico Forlanini entreprend sans attendre la réalisation d'un projet plus ambitieux, le Forlanini F.2 (Città di Milano). Des fonds sont levés à travers une souscription nationale, comme l'avait fait son concurrent allemand Ferdinand von Zeppelin. Les principaux donateurs sont la ville de Milan, la caisse d'épargne des Provinces Lombardes Fondation Cariplo et l'armée italienne. Ce dirigeable était très différent du premier prototype. En effet, sa taille était quasiment le quadruple du F.1, avec un ballon d'hydrogène de 11 500 m3 comparé aux 3 265 m3 du F.1. La cabine comportait trois compartiments, la cabine de pilotage, la cabine réservée aux passagers et la salle des machines.
Forlanini reçoit une commande du Gouvernement britannique pour trois appareils d'un nouveau modèle, le Forlanini F.3 (Città di Milano 2). Le dirigeable F.3, était assez peu différent du F.2. La construction du premier exemplaire débuta immédiatement mais à cause du déclenchement de la Première Guerre mondiale, Forlanini ne put livrer ce premier dirigeable. Quasiment en même temps que l'usine de Milan enregistrait la commande britannique, le Gouvernement du Roi d'Italie passait aussi une commande de trois appareils différents, les Forlanini F.4, F.5 et F.6. Le modèle F.3, commandé par les Britanniques, fut racheté par l'armée italienne.
Les trois appareils italiens furent utilisés, tout comme le F.3 britannique, lors de la Première Guerre mondiale par le Regio Esercito et la Regia Marina,.

## Caractéristiques
Le dirigeable F.3 fait partie de la classe M des dirigeables italiens, la classe la plus courante utilisée pendant la Première Guerre mondiale par l'armée italienne.
Par rapport au F.2, le volume du ballon est passé de 11 500 à 13 750 m3 d'hydrogène, la nacelle n'est plus intégrée dans l'enveloppe générale mais suspendue sous le ballon. Les moteurs sont désormais au nombre de 4 Fiat S.54-A développant 80 ch chacun actionnant deux hélices à pas variable. Le modèle F.3 fut réalisé sur une commande spécifique de trois exemplaires du gouvernement britannique. Un seul exemplaire fut fabriqué mais jamais livré en raison du conflit armé. Il sera racheté par l'armée italienne.